# 三北防护林
三北防护林是中华人民共和国政府在中国北方三北（即西北、华北、东北）地区兴建的森林带，用以减缓日益加速的荒漠化和水土流失进程。由国家林业和草原局西北华北东北防护林建设局（三北防护林工程管理办公室）负责实施。
工程自1978年11月启动，分3个阶段、8期工程进行，预计于2050年完成。2001年第二阶段第四期工程启动。三北防护林是世界上最大的生态工程。

## 歷史

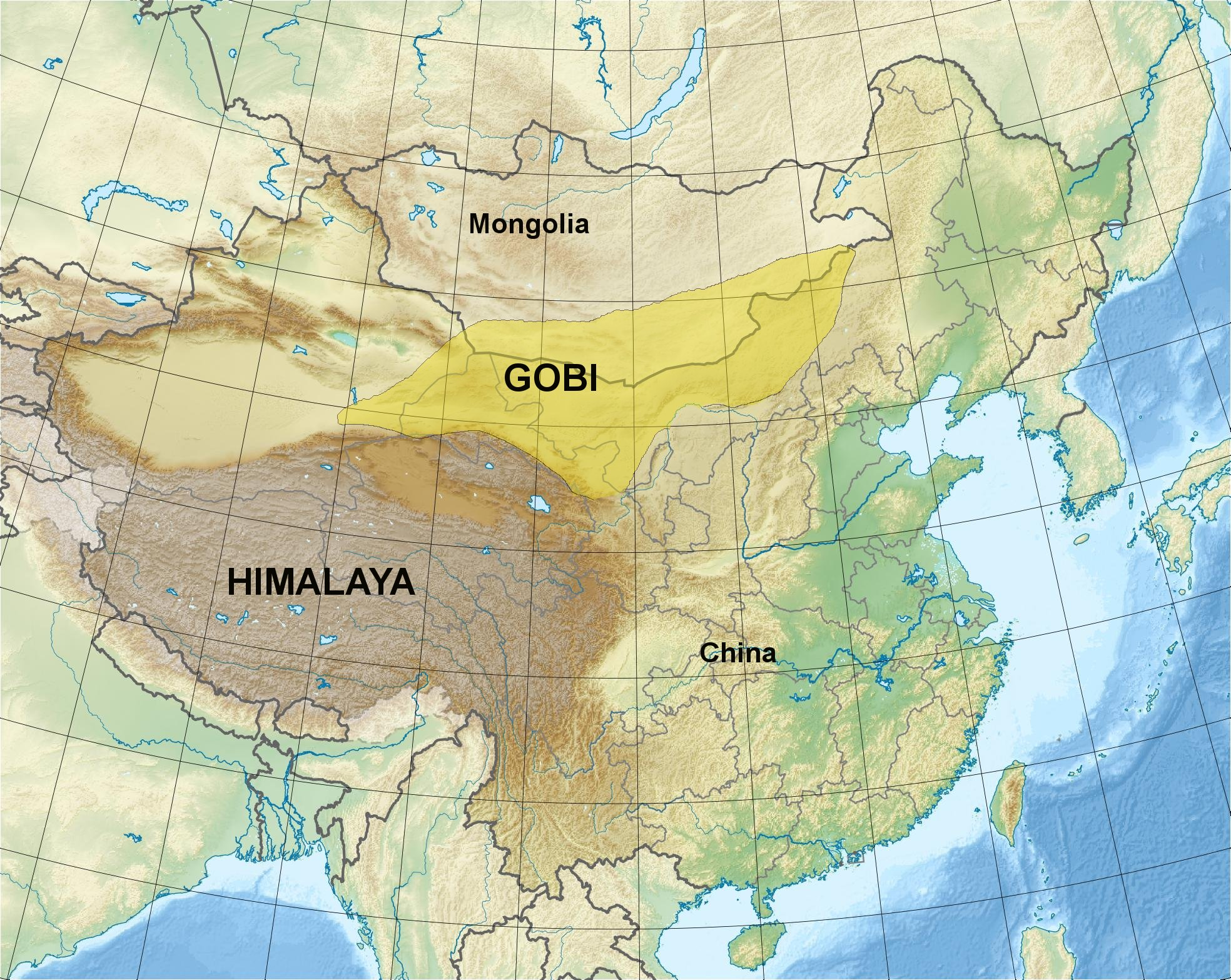
中國和戈壁沙漠地圖

三北防护林的管理机构原为中华人民共和国林业部西北华北东北防护林建设局（设在宁夏，后改为国家林业局西北华北东北防护林建设局），管理13个省、551个县、406万平方公里的三北防护林建设。1970年代，林业部的造林经费共有两亿多元人民币，其中三北防护林建设就占用了七千万元人民币。三北防护林主要是为治理水土流失和风沙危害，同时还解决饲料、木料、燃料的问题。在三北防护林建设前，三北地区的森林覆盖率仅有百分之五点零几。截至2016年，三北地区406万平方公里面积上的森林覆盖率已达到12%，中国的人工造林几乎占世界的二分之一。
1978年开始建设后，三北防护林大规模建设起来，对治理水土流失和风沙危害、改善当地民众生存条件起到了显著作用。但由于起初树种单一，多为杨树，且在一些地区的密度较高，故从1980年代末到1990年代，杨树受到光肩星天牛的侵害而在一些地区成片死亡。为此在三北防护林开展了退化林分的改造工作。当初以杨树为主要树种，是考虑到其生长迅速，因可无性繁殖而不用育苗，并可作为木材利用，但需水量比针叶树大，然而下雨时又可拦住一些径流渗入地下水。总之单一的杨树林在水分平衡中不如混交林乃至灌木。因此在退化林分的改造工作中，转而采取多树种并降低栽种密度的办法。

## 治理范围
按照总体规划，三北工程的建设范围东起黑龙江省的宾县，西至新疆的乌孜别里山口，北抵国界线，南沿天津、汾河、渭河、洮河下游、布尔汗布达山、喀喇昆仑山，东西长4480公里，南北宽560-1460公里。地理位置在东经73°26´~127°50´，北纬33°30´~50°12´之间。包括陕西、甘肃、宁夏、青海、新疆、山西、河北、北京、天津、内蒙古、辽宁、吉林、黑龙江13个省（自治区、直辖市）的551个县（旗、市、区）。工程建设总面积406.9万平方公里，占全国陆地总面积的42.4%。
以《中国林业区划》为依据，遵循地域分异规律，将三北工程建设地区划分为东北西部、蒙新、黄土高原、华北北部4个防护林体系建设地区（一级区），22个区域性防护林体系区（二级区），59个防护林类型区（三级区，亦即省级区）。

## 建設期限
- 1978-2000年为第一阶段，分三期工程。1978－1985年为一期工程，1986－1995年为二期工程，1996－2000年为三期工程[5]；
- 2001-2020年为第二阶段，分两期工程。2001－2010年为四期工程，2011－2020年为五期工程[5]；
- 2021-2050年为第三阶段，分三期工程。2021－2030年为六期工程，2031－2040年为七期工程，2041－2050年为八期工程[5]。

## 治理機構
治理由国家林业和草原局西北华北东北防护林建设局負責。
1979年1月17日国家林业总局以（79）林办字2号文件通知：经国务院批准，设立国家林业总局西北、华北、东北防护林建设局。即日起启用印章。1979年11月3日国务院办公室以（1979）室字48号文件通知：经国务院批准成立三北防护林建设领导小组，并确定三北局任务，编制控制在一百人以内。三北防护林建设领导小组由21人组成，组长为张平化（国家农委副主任）。
地址：宁夏回族自治区银川市兴庆区南薰西街88号。
国家林业局西北华北东北防护林建设局受国家林业局委托，承担国家“三北”防护林体系建设工程的组织实施工作。具体包括：
- 参与制定“三北”防护林体系建设工程总体规划、技术规程、技术标准和相关管理办法并监督实施；
- 参与制定“三北”防护林体系建设工程年度计划并检查计划执行情况，开展工程建设质量效益评估；
- 负责“三北”防护林体系建设工程的技术指导和数据统计工作；
- 负责三北工程的宣传、报道、表彰、奖励，组织开展工程建设相关的国内外交流合作等；
- 承担国家林业局交办的其他事项。

历任领导：
1. 郝玉山1981.01--1983.06林业部副部长兼三北局党组书记、局长
2. 陈虹1983.06--1985.05林业部党组成员兼三北局党组书记、局长
3. 陈光武1985.05--1988.08任三北局党组书记
4. 李建树1985.05--1995.05任三北局局长 1991.03--1996.04任三北局党组书记
5. 张建龙1995.05--1999.02任三北局局长1996.04--1999.02任三北局党组书记
6. 郭涛1999.02--2002.01任三北局党组书记、局长
7. 王成祖2002.01--2004.07任三北局党组书记、局长
8. 陈凤学2004.07--2008.03任三北局党组书记、局长
9. 曹丕玉2008.03--2011.06任三北局党组书记
10. 潘迎珍2008.03--2014.05任三北局局长